# Trisetum virletii
Trisetum virletii är en gräsart som beskrevs av Eugène Pierre Nicolas Fournier. Trisetum virletii ingår i släktet glanshavren, och familjen gräs. Inga underarter finns listade i Catalogue of Life.